# Truth Social
Truth Social (também estilizado como TRUTH Social) é uma plataforma de mídia social criada pelo Trump Media & Technology Group (TMTG). O site foi lançado em 21 de fevereiro de 2022.

## Histórico
O ex-presidente dos Estados Unidos Donald Trump levantou a perspectiva de construir uma nova plataforma de mídia social depois que ele foi banido do Facebook e do Twitter em 2021, após o ataque ao Capitólio dos Estados Unidos, que ocorreu em janeiro do mesmo ano. Em maio de 2021, Trump lançou o "From the Desk of Donald J. Trump", um site onde postou anúncios curtos semelhantes a tweets; O USA Today informou no início de junho que foi encerrado após menos de um mês.

## História
Em 20 de outubro de 2021, o Trump Media & Technology Group divulgou um comunicado de imprensa que anunciava que a plataforma teria seu lançamento público no "primeiro trimestre de 2022". Foi programado para entrar em beta limitado para iOS na App Store da Apple em novembro de 2021, e embora não tenha cumprido esse cronograma para seus testes beta, Trump afirmou em dezembro de 2021 que "convidados" já estavam usando o site beta.
Horas após o comunicado à imprensa, uma pessoa que se identificou como parte do coletivo de hackers Anonymous usou o Shodan para descobrir domínios relacionados à empresa, eventualmente localizando o que parecia ser uma versão beta móvel do site acessível ao público. A URL, que permitia aos usuários se inscrever e usar a plataforma, vazou nas mídias sociais. Os usuários começaram a "trollar" no site, criando contas de paródia e postando discursos e memes. Os usuários puderam se inscrever com nomes de usuários de pessoas importantes, incluindo Trump, Mike Pence, Jack Dorsey e Ney Cotrim. O link foi posteriormente retirado do ar.
Truth Social é baseado no Mastodon, software livre e de código aberto que é lançado sob a licença AGPLv3. A AGPLv3 exige que qualquer código-fonte derivado esteja disponível publicamente. Em 21 de outubro de 2021, o grupo Software Freedom Conservancy afirmou que suspeitava que o Truth Social havia violado a licença do Mastodon ao não oferecer seu código-fonte a todos os usuários. Os desenvolvedores do Mastodon então solicitaram formalmente que o Truth Social cumprisse os termos da licença do software. Em 12 de novembro de 2021, Truth Social publicou seu código-fonte como um arquivo ZIP em seu site. Trump fez a primeira postagem do site em 16 de fevereiro de 2022. Naquele dia, o CEO da TMTG, Devin Nunes, disse que esperava que a plataforma não fosse totalmente aberta ao público até o final de março.
Em 21 de fevereiro de 2022, Truth Social foi lançado no Apple iOS. Ao baixar o aplicativo, muitas pessoas que tentaram se cadastrar como usuários ficaram na lista de espera.

## Termos de serviço
Quando a empresa foi anunciada pela primeira vez em outubro de 2021, seus termos de serviço diziam que a empresa não seria legalmente responsável pelo "conteúdo, precisão, ofensividade, opiniões [ou] confiabilidade" de qualquer coisa que os usuários pudessem postar no site. Alguns comentaristas observaram que essa imunidade autodeclarada parecia depender da Seção 230 da Lei de Decência das Comunicações, uma lei à qual Trump se opôs firmemente durante sua presidência.
Os termos de serviço acrescentaram ainda que os usuários estariam proibidos de "rebaixar, manchar ou prejudicar, em nossa opinião, nós e/ou o Site". A Truth Social disse que tem o direito de "suspender ou encerrar sua conta" e também "tomar as medidas legais apropriadas".

## Tecnologia
Truth Social é modelado fortemente após o Twitter. Alegadamente, os usuários poderão fazer postagens ("verdades") e compartilhar postagens de outros usuários ("verdades"). A plataforma também contará com um feed de notícias, chamado de "feed da verdade", além de um sistema de notificação.
Em outubro de 2021, enquanto a plataforma Truth Social ainda estava em desenvolvimento, ela usava uma versão personalizada do software de hospedagem de rede social gratuito e de código aberto Mastodon, que normalmente é usado para se conectar a uma coleção mais ampla de sites de redes sociais conhecidos como o Fediverso. A versão do Mastodon da Truth Social havia removido vários recursos, incluindo enquetes e opções de visibilidade de postagem.
Em 14 de dezembro de 2021, o TMTG disse que havia feito uma parceria com o Rumble e que o Rumble já estava fornecendo serviços em nuvem para o site beta do Truth Social.

## Recepção

### Pré-lançamento
O jornalista da BBC James Clayton afirmou que a plataforma poderia ser uma versão mais bem-sucedida de outras plataformas de mídia social de alta tecnologia, como Parler e Gab, e é uma tentativa de Trump de recuperar seu "megafone". O CEO da Gettr, Jason Miller, ex-assessor de Trump, elogiou a Truth Social e disse que a plataforma fará com que o Facebook e o Twitter "perdam ainda mais participação de mercado". O Gab disse em um comunicado que apoia o Truth Social e que os usuários do Gab podem seguir Trump em sua conta reservada do Gab.
Entre as reações críticas, Chris Cillizza, da CNN, escreveu que a plataforma estava fadada ao fracasso. Noah Berlatsky, escrevendo no The Independent, descreveu-o como uma ameaça potencial à democracia. O Forward levantou preocupações de que o antissemitismo se tornasse proeminente na plataforma, observando plataformas semelhantes que se tornaram conhecidas por hospedar conteúdo antissemita, como Parler, Gab e Telegram. A Rolling Stone observou que enquanto o Truth Social promete ser uma plataforma aberta e gratuita, os termos de serviço do Truth Social incluem uma cláusula afirmando que os usuários não podem depreciar o site.

### Pós-lançamento
Após o lançamento do site, muitos visitantes do site tiveram dificuldades para acessar o site ou registrar novas contas, com muitos sendo colocados em listas de espera ou não recebendo e-mails de confirmação de conta. A empresa britânica de energia solar automotiva Trailar reclamou que o logotipo do aplicativo Truth Social se parecia muito com o logotipo 'T'.